# 서연고등학교
서연고등학교(書筵高等學校)는 대한민국 경기도 화성시 장지동에 있는 공립 고등학교이다.

## 학교 연혁
- 2019년 11월 11일 : 서연고등학교 설립인가(3년제 36학급)
- 2020년 3월 1일 : 초대 박길훈 교장 취임
- 2020년 3월 1일 : 서연고등학교 개교
- 2020년 3월 2일 : 2020학년도 1학년 288명 입학 (12학급)
- 2023년 1월 4일 : 2023학년도 제1회 졸업식 236명 졸업 (12학급)
- 2024년 1월 5일 : 2024학년도 제2회 졸업식 312명 졸업 (12학급)
- 2024년 3월 4일 : 2024학년도 1학년 424명 입학 (12학급)

## 참고 자료
- 서연고등학교 - 한국교육학술정보원 학교알리미